# Ken McKenzie Trophy
Il Ken McKenzie Trophy è stato un premio annuale assegnato dal 1977 al 2001 dall'International Hockey League al miglior rookie statunitense della lega, selezionato dagli allenatori. Il premio prende il nome da Ken McKenzie, cofondatore e per lungo tempo presidente della rivista The Hockey News.

## Vincitori
| Stagione | Giocatore         | Squadra                 |
| -------- | ----------------- | ----------------------- |
| 1977-78  | Mike Eruzione     | Toledo Goaldiggers      |
| 1978-79  | Jon Fontas        | Saginaw Gears           |
| 1979-80  | Bob Janecyk       | Fort Wayne Komets       |
| 1980-81  | Mike Labianca     | Toledo Goaldiggers      |
| 1980-81  | Steve Janaszak    | Fort Wayne Komets       |
| 1981-82  | Steve Salvucci    | Saginaw Gears           |
| 1982-83  | Paul Fenton       | Peoria Prancers         |
| 1983-84  | Mike Krensing     | Muskegon Mohawks        |
| 1984-85  | Bill Schafhauser  | Kalamazoo Wings         |
| 1985-86  | Brian Noonan      | Saginaw Hawks           |
| 1986-87  | Ray LeBlanc       | Flint Spirits           |
| 1987-88  | Dan Woodley       | Flint Spirits           |
| 1988-89  | Paul Ranheim      | Salt Lake Golden Eagles |
| 1989-90  | Tim Sweeney       | Salt Lake Golden Eagles |
| 1990-91  | C.J. Young        | Salt Lake Golden Eagles |
| 1991-92  | Kevin Wortman     | Salt Lake Golden Eagles |
| 1992-93  | Mark Beaufait     | Kansas City Blades      |
| 1993-94  | Chris Rogles      | Indianapolis Ice        |
| 1994-95  | Chris Marinucci   | Denver Grizzlies        |
| 1995-96  | Brett Lievers     | Utah Grizzlies          |
| 1996-97  | Brian Felsner     | Orlando Solar Bears     |
| 1997-98  | Eric Nickulas     | Orlando Solar Bears     |
| 1998-99  | Mark Mowers       | Milwaukee Admirals      |
| 1999-00  | Andrew Berenzweig | Milwaukee Admirals      |
| 2000-01  | Brian Pothier     | Orlando Solar Bears     |